# اوهریتسه (ناحیه ویشکوف)
اوهریتسه (به چکی: Uhřice) یک منطقهٔ مسکونی در جمهوری چک است که در ناحیه ویشکوو واقع شده‌است. اوهریتسه ۴٫۳۷ کیلومتر مربع مساحت و ۲۵۳ نفر جمعیت دارد و ۲۵۰ متر بالاتر از سطح دریا واقع شده‌است.